# 張公權
张公权（1889年11月13日—1979年10月13日），名嘉璈，字公权，笔名同字，以字行，江苏太倉嘉定（今上海市嘉定区）人，中国近代政治家、銀行家、学者，浙江財閥巨頭。屬政學系。

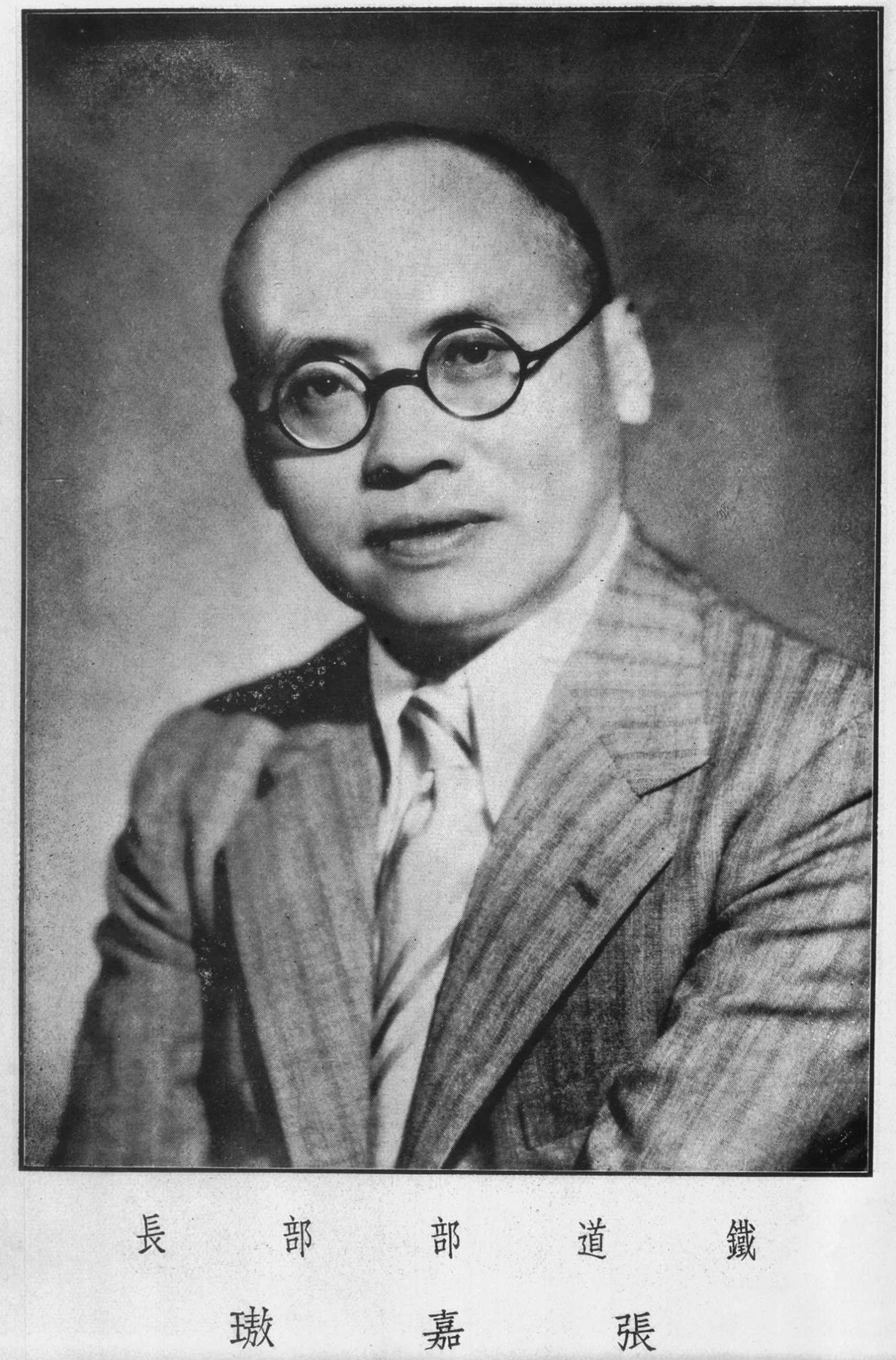

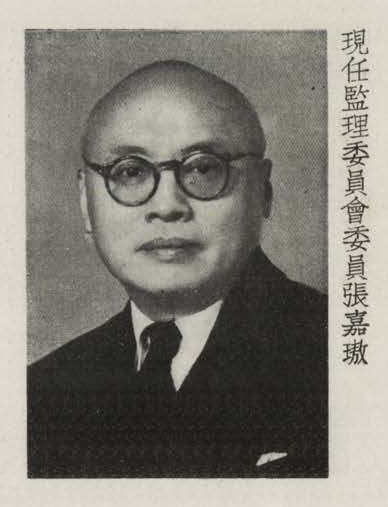

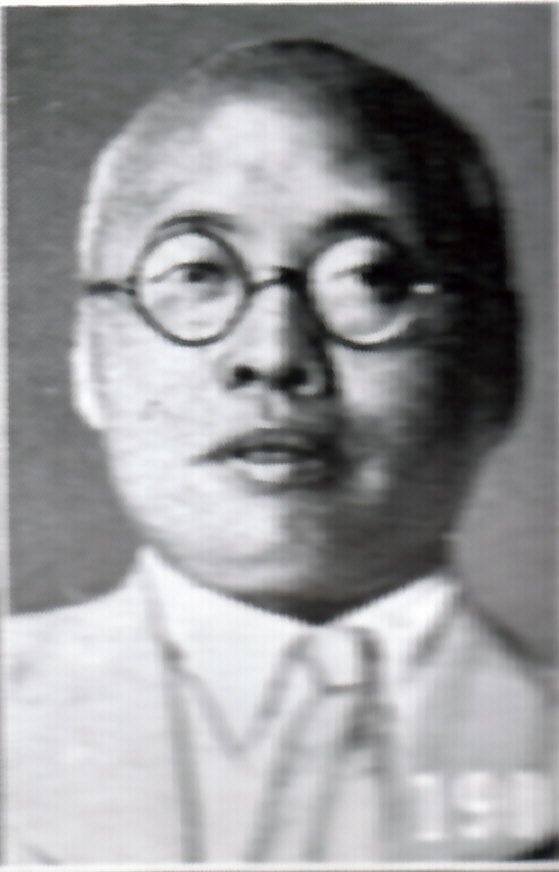

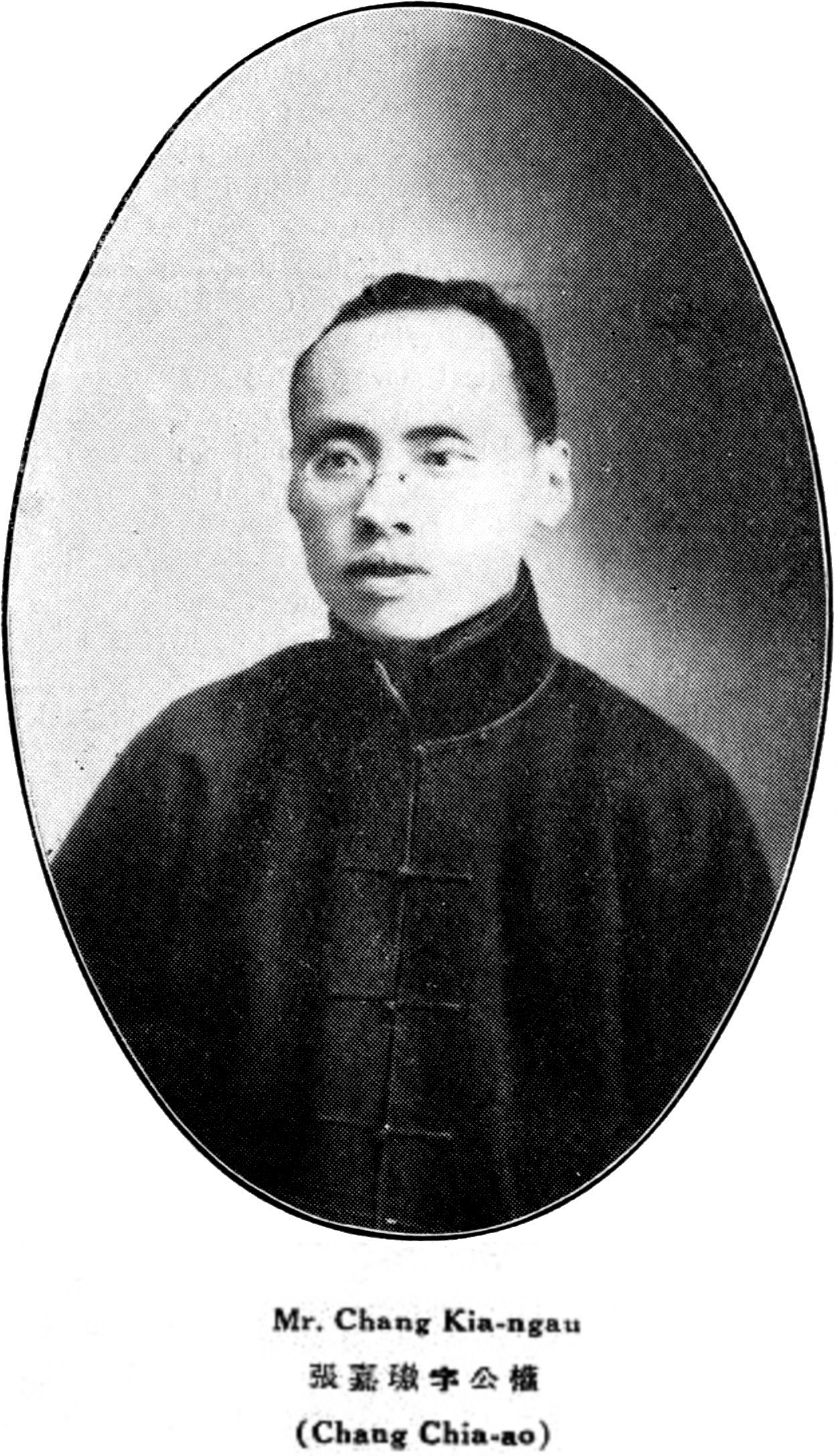
Who's Who in China 3rd ed., 1925

## 生平

### 早年
他生于中國上海近郊的江蘇省太倉直隸州嘉定县，幼时随父母迁往宝山县。1901年他考入上海广方言館（上海言文館）学习法文，1904年考中秀才。1906年入日本慶應義塾大学专攻经济学，师从堀江归一、福田德三，最后由理財科毕业。当初他对造船学很有兴趣。
归国後，他進入清政府郵传部。辛亥革命爆发后，1912年中華民国成立，他任浙江都督朱瑞的秘書、参議院秘書長。1913年12月，经中国银行总裁汤觉顿举荐，他任中国銀行上海分行副经理。此后他从事银行业22年，历任中国銀行总经理、中央銀行副总裁、中央信託局長。1916年，財政上法定貨幣増发引发提存挤兑的风潮，北洋政府于1916年5月12日下令全国中国银行、交通银行暂停兑现付现，引发京钞风潮。中国銀行上海分行总经理宋漢章、副经理张嘉璈拒绝执行北洋政府的命令，使中国銀行的信用显著提高，中国銀行被誉为「浙江財閥的核心」「民族資本的守護者」。他还创刊《銀行週報》，积极展开铁道業投資。张嘉璈擔任中国銀行總經理時，成立了經濟研究室，為中國培養了一批經濟學家。

### 中年
1935年3月，財政部長孔祥熙決定改組中国银行與交通银行，強制兩行增發股票，由政府以公債購買。中国银行因此被官股控制，由宋子文取代张嘉璈出任總經理。中国银行因此失去了张嘉璈努力維護的獨立性。
1935年12月，他任国民政府铁道部長。1937年3月5日，行政院院長蔣介石面促鐵道部長張嘉璈從速進行鐵道5年計劃:5378。铁道部被併入交通部后，他又任交通部長。
抗日战争开始前，他曾和三井的池田成彬、宫内省、相关大臣、軍方將領熱心对話，为防止战争爆发进行了努力。他在交通部長任內的政績，包括在抗日戰爭時期的1938年一年內建成224英哩的湘桂鐵路。
1942年他因為健康原因辭去交通部長職務。1943年9月他作为中国代表，赴美國參加国際航空会議、国際貨幣会議。太平洋战争结束後他在美从事考査活動。
1945年9月他任国民政府東北行营经济委員会主任委員，兼任中国長春铁路行司理事長。任内他负责全盘接收满洲国的经济，在苏联军事占领下使满洲为国民政府逐渐控制，并为满洲重工业开发、南满铁路等的接收权同苏联和中国共产党进行斗争。任内他成功發行東北九省流通券，統一東北幣制，取代了東北之前使用的滿洲國圓、蘇聯紅軍司令部鈔票（紅軍軍票），以及（在關金券上加蓋東北行营主任「杜聿明」、「東北」印章的）「代流通券」。
1947年2月12日，蒋介石托从南京到沈阳的熊式辉带口信，要张准备返回南京出任中央银行总裁。3月1日，國民政府免中央銀行总裁貝祖貽本職；特任張嘉璈為中央銀行總裁:8298。3月13日，蔣召見中央銀行總裁張嘉璈，商嚴懲涉嫌操縱黃金圖利商人及中央銀行人員；還商有關接收旅順、大連答復蘇聯照會事:8311。4月8日，陳延炯繼張嘉璈接任長春鐵路公司董事長:8331。張嘉璈並兼任中央信托局理事長。5月23日，中央銀行總裁張嘉璈向聯合國救濟總署中國局駐滬代表爭取經費，撥為上海市糧食配給之用:8360。5月31日，國民政府免去東北行轅經濟委員會主任委員張嘉璈本職；特派關吉玉暫代東北行轅經濟委員會主任委員:8364。6月28日，中央銀行總裁張嘉璈派員赴香港，與香港政府交涉協防走私、取締金、紗黑市事宜:8376。7月19日，張嘉璈會晤美國駐華大使司徒雷登，擬派財經專家赴美商討援華方案事:8386。此后他对国民党统治下的严重通货膨胀无可奈何。
1948年5月，他辞去中央銀行总裁职务，1949年受到澳大利亚国立大学副校長高伯蘭（前駐中華民國公使）邀请到该校擔任經濟學教授。

### 晚年
1953年他到美国加州洛杉磯的羅耀拉瑪麗蒙特大學擔任經濟學教授，1961年到加州的斯坦福大学胡佛研究所任副研究員（research associate），1966年任高級研究員（research fellow）。其間，他还曾任新加坡南洋大学、国立台湾大学教授。1972年9月30日，他被慶應義塾大学授与名誉博士称号。
他於1979年10月13日在美國加州去世，葬於加州奧克蘭市山景公墓。

## 家庭
- 祖父张鼎生，曾任县令。
- 父張祖澤，字润之。是一位中医。
- 母吳曼華。
- 兄張嘉保。上海棉花油厂的老板，沪上著名实业家。
- 兄張嘉森（1887年-1969年），字君劢，號立斋。与机会主义鼻祖考茨基是同学［证据？两人求学轨迹并无交集］，中国国家社会党的创办人，中国民主社会党中央主席。一生坚决反共。
- 妹張嘉玢（1900年-1988年），名張幼儀，前妹夫徐志摩（1896年-1931年）。出任上海女子商业银行副总裁。
- 八弟張嘉铸，字禹九。毕业于美国哈佛大学。新月派诗人、中国国剧运动发起人之一、“新月书店”主要投资人（后任经理），任中国植物油公司总经理、中国蔬菜公司董事長。
  - 孙女张邦梅对晚年张幼仪的采访，写成《小脚与西服》记述张幼仪与徐志摩的往事。
- 妹張嘉蕊。著名服装设计师，各种选秀场的名嘴评委，知名社会活动家。

## 著作
张嘉璈日记（從1935年6月至1979年10月）捐贈給胡佛研究所圖書檔案館保存。
- 张嘉璈日记與東北接收交涉的部份英譯本為 Last Chance in Manchuria: The Diary of Chang Kia-ngau[12]
- China's Struggle for Railroad Development[13]。中譯本是楊湘年譯的《中國鐵道建設》[14]
- The Inflationary Spiral: The Experience in China, 1939-1950（英语：The Inflationary Spiral）[15]（通貨膨脹的螺旋：1939～1950年在中國的經驗）

亚洲经济研究所所蔵『張公权文書』记载了国民政府的東北经营和復兴计划。
上海图书馆收藏张嘉璈手写日记，根据所记为1927年、1928年和1932年部分时段。

## 相關著作
- 《張公權先生年譜初稿》[17]
- 《战后东北接收交涉纪实：以张嘉璈日记为中心》[18]

## 延伸阅读
[在维基数据编辑]
 《海上名人傳·張公權》，出自《海上名人傳》
 在维基共享资源阅览影像

## 外部連結
- フーバー研究所と『蒋介石日記』のこと（伊原澤周） （页面存档备份，存于）
- 張嘉璈 （页面存档备份，存于）